# Lewosalbutamol
Lewosalbutamol – organiczny związek chemiczny, wziewny lek, będący R-enancjomerem salbutamolu. Jest krótkodziałającym β2-mimetykiem powodującym rozszerzenie oskrzeli. Wykorzystuje się go w terapii astmy oskrzelowej i przewlekłej obturacyjnej choroby płuc. Nie jest zarejestrowany w Polsce, za granicą występuje pod nazwą handlową – Xopenex.
Sugeruje się, że w przeciwieństwie do salbutamolu wywiera mniejsze działania na receptory β1 i w ten sposób redukuje możliwość niekorzystnych, sercowych efektów ubocznych, niemniej nie istnieją obecnie wiarygodne, długoterminowe badania na ten temat.

Przeczytaj ostrzeżenie dotyczące informacji medycznych i pokrewnych zamieszczonych w Wikipedii.